# Звончарі
Звончарі ( хорв. Zvončari) — характерний народний звичай, що найбільше зберігся в регіоні навколо Кастави, на захід від міста Рієка, Хорватія . Він був доданий в репрезентативний список нематеріальної культурної спадщини людства в ЮНЕСКО в 2009 році 
Звончарі регулярно беруть участь у міжнародному карнавалі у Рієка . 
У Каставі карнавал (хорв. pust) починається в Попельну середу зі спалення карнавальної ляльки (хорв. pusta), після чого починається карнавальна вечеря звончарів.
Під час карнавалу звончарі прямують від села до села по всьому регіону, проходячись по тому ж багатовіковому маршруту, створюючи надзвичайну кількість шуму, що частково підживлюється вином, що подається місцевими жителями.

## Історія
Стандартний костюм звончарів включає в себе білі штани, смугасту сорочку та дублянку. В руках вони тримають «балту» або «бачука» - стилізовану булаву, а навколо талії один або кілька великих мідних дзвіночків. 
Місцева легенда стверджує, що саме звончарі відлякували вторгнення турків під час Османського завоювання. Коли турки вторглися, то місцеві замаскували кукурудзяні стебла в людські фігури, щоб створити враження масовості, а пастухи надягали маски на голови, разом з підперезаними дзвонами видавали оглушливий шум, який відлякував ворога. З цього часу булава стала частиною стандартного убрання звончарів.
Але звичай пов'язаний з слов’янською язичницькою давниною і залишається типовим для цього регіону. Основне призначеня свята звончарі - відлякувати злих духів зими та розворушити новий весняний цикл. 
Десь до Першої світової війни звончарі на всій Каставщині менше відрізнялися один від одного, ніж сьогодні. Навіть звончарі з західної Каставщини носили маски, але вони лише прикривали обличчя. Після того, як західна частина підпала під владу Королівства Італії по Рапальському договору 1920 р., було заборонено носити маски; тому звончарі в тій частині Каставщині залишаються з шапкою з зеленню та паперовими квітами (хорв. krabujosnica). Окрім звончарів з Рукаваць, цей тип головних уборів мають звончарі із сіл Звонече, Бреги, Мучічі, Бргуд та Корансько.
Східна частина Каставщини залишилася в межах Королівства сербів, хорватів і словенців, і цей історичний факт спричинив збереження зооморфної(у формі тварини) маски в Галуб'є. Однак ця маска значно змінилася за останні п’ятдесят років: сучасні матеріали дали змогу еволюціонувати від більш придатної маски до маски великого розміру.
Подібні звичаї існують у багатьох інших частинах Хорватії: в Істрії , в околицях Карловаца , Підравіни , Меджимур'є , Славонії , Північно-Адріатичних островів, Загори та інших. По всій Європі існують або були подібні звичаї, і сьогодні вони залишилися в країні Басків ,  Болгарії , Північній Італії , Німеччині , Сардинії , Греції , Македонії , Австрії . Усі ці звичаї "мають спільну позицію у віруваннях - керувати злими силами зими, утримувати худобу від заклинань та викликати родючість", - каже магістр Бранко Кукурін з Кастава, який роками вивчає звончарів та карнавальні традиції.

## Галерея
|                     |
| Звончарі Гробницькі |

|       |
| Маска |

|                  |
| Звончарі з Бргуд |

|         |
| Звончар |

|                                |
| Гробницький дондолаш (Звончар) |